# Chūō, Tokyo
Chūō (中央区 (Trung Ương khu) Chūō-ku) là một trong 23 quận đặc biệt của Tokyo. Tên của khu thể hiện việc nó nằm ở trung tâm của các quận đặc biệt tại Tokyo.
Khu này gồm ba khu đô thị là Nihonbashi, Kyobashi và Tsukishima. Nihonbashi và Kyobashi là những trung tâm thương mại với các phố Ginza, Muromachi và Tsukiji nổi tiếng, trong khi Tsukishima là một hòn đảo ở Vịnh Tokyo và là một khu đô thị với nhiều tòa nhà chung cư.
Ga đường sắt quan trọng nhất ở Chūō chính là ga Tokyo với 7 tuyến khác nhau không kể Shinkansen. Ngoài ra, hệ thống tàu điện ngầm Tokyo cũng có 3 tuyến với nhiều ga ở đây.